# Johann Caspar Bluntschli
Johann Caspar Bluntschli (Zurigo, 7 marzo 1808 – Karlsruhe, 21 ottobre 1881) è stato un giurista e politico svizzero.

## Biografia
Figlio di Hans Caspar, produttore di sapone e candele e di Katharina Koller. Frequentò le scuole primarie a Zurigo in seguito proseguì gli studi a Berlino e a Bonn dove ottenne il dottorato in utroque iure nel 1829. Fu segretario del governo del canton Zurigo nel 1830, poi cancelliere del tribunale distrettuale e notaio della città. Fu professore all'università di Zurigo di diritto romano e in seguito di diritto germanico e di storia del diritto tra il 1833 e il 1837. Dal 1837 al 1848 fu deputato al Gran Consiglio zurighese nelle file del partito liberale conservatore e nel 1845 ne fu il presidente. 
Nel 1839 dopo la sommossa detta Züriputsch divenne Consigliere di Stato e inviato alla Dieta federale. Fu l'artefice assieme a Friedrich Ludwig Keller del Codice cantonale di diritto privato che entrò in vigore nel 1853. Nel 1844 perse le elezioni alla carica di sindaco della città e l'anno successivo diede le dimissioni dal governo. Siccome la legge del cantone impediva ai professori di svolgere attività politica si recò a Monaco di Baviera sperando di ottenere una cattedra in diritto in quella università, in seguito ai disordini legati all'affare Lola Montez, ebbe difficoltà a ottenere la nomina a professore ordinario e gli fu impedito di essere attivo in ambito politico. 
Nel 1861 divenne professore di scienze politiche a Heidelberg, dove partecipò alla fondazione dell'Associazione protestante tedesca riformatrice e fu più volte presidente del sinodo evangelico generale del Baden, ebbe un ruolo importante nella massoneria. 
Nel 1864 divenne membro della loggia Ruprecht zu den fünf Rosen (Ruprecht alle cinque Rose) di Heidelberg, di cui fu poi maestro venerabile. Nel 1865 scrisse una lettera aperta a nome della sua loggia a papa Pio IX, in risposta all'allocuzione Multiplices inter, pubblicata dal pontefice in quell'anno, in cui si ribadiva la condanna delle logge massoniche. Dal 1872 al 1878 fu Gran Maestro della Gran Loggia Zur Sonne a Bayreuth e partecipò alla stesura della sua Costituzione e dei suoi rituali. Fu promotore di una unificazione delle logge tedesche, idea che non trovò consenso tra i massoni tedeschi. Fu pure membro della Gran Loggia Svizzera Alpina. Il suo contributo fu determinante nella creazione dell'Istituto di diritto internazionale di Gand (1873) e all'elaborazione delle regole relative alla condotta di guerra, incarichi che gli valsero fama internazionale.